# Hiệp định về Tự vệ
Hiệp định về Tự vệ (tiếng Anh: Agreement on Safeguards), còn gọi là Hiệp định SG (SG Agreement) là một trong những hiệp định của Tổ chức Thương mại Thế giới (WTO), được ký kết tại Vòng đàm phán Uruguay. Hiệp định cho phép thành viên WTO áp dụng các biện pháp hạn chế nhập khẩu khi sự tăng đột biến của nhập khẩu một mặt hàng gây thiệt hại nghiêm trọng cho ngành sản xuất trong nước.

## Điều kiện áp dụng
Hiện tượng tăng đột biến nêu trên có thể là tăng tuyệt đối về khối lượng hàng nhập khẩu, có thể là tăng tương đối (khối lượng nhập khẩu không tăng nhưng thị phần hàng nhập khẩu tăng so với thị phần hàng sản xuất trong nước).
Khi xảy ra hiện tượng nêu trên, ngành sản xuất trong nước hoặc các công ty trong nước có thể yêu cầu chính phủ tiến hành điều tra để áp dụng các biện pháp tự vệ. Hiệp định quy định việc điều tra phải tiến hành một cách minh bạch và theo một trình tự nhất định.
Để kết luận là có thể áp dụng các biện pháp tự vệ, cơ quan điều tra cần phải xác định rằng ngành sản xuất trong nước đã chịu "thiệt hại nghiêm trọng", hoặc đang có nguy cơ phải chịu thiệt hại nghiêm trọng. Thiệt hại nghiêm trọng đó phải là hậu quả của việc tăng nhập khẩu đột biến.

## Biện pháp áp dụng
Biện pháp tự vệ chỉ được áp dụng ở mức vừa đủ để ngăn chặn thiệt hại và giúp ngành sản xuất trong nước có thời gian tự điều chỉnh. Các biện pháp tự vệ có thể áp dụng dưới hình thức một khoản thuế nhập khẩu bổ sung, hạn ngạch, hạn ngạch thuế quan, giấy phép nhập khẩu, hay phụ thu. Thời hạn áp dụng một biện pháp tự vệ là không quá 4 năm, trong trường hợp có gia hạn thì tổng toàn bộ thời hạn áp dụng không được quá 8 năm.

## Miễn trừ
Giống như Hiệp định về Chống bán Phá giá, Hiệp định về Tự vệ cũng có điều khoản miễn trừ dành cho hàng nhập khẩu từ các nước đang phát triển. Nước nhập khẩu chỉ có thể áp dụng biện pháp tự vệ đối với hàng nhập khẩu từ một nước đang phát triển nếu hàng nhập khẩu từ nước đó chiếm nhiều hơn 3% tổng nhập khẩu; hoặc nếu hàng nhập khẩu từ nước đó chiếm không nhiều hơn 3% tổng nhập khẩu nhưng cộng gộp hàng nhập khẩu từ tất cả các nước đang phát triển thỏa mãn điều kiện đó chiếm nhiều hơn 9% tổng nhập khẩu.

## So sánh
Khác với biện pháp chống bán phá giá và biện pháp chống trợ cấp, về nguyên tắc biện pháp tự vệ không nhằm vào nhập khẩu từ một nước cụ thể. Biện pháp tự vệ phải được áp dụng không phân biệt đối xử. Trong trường hợp áp dụng hạn ngạch, hạn ngạch sẽ được phân bổ cho các nước dựa trên kim ngạch nhập khẩu từ các nước trong một khoảng thời gian trước đó. Tuy nhiên, trong một số đặc biệt khi nhập khẩu từ một vài nước tăng lên một cách bất bình thường, biện pháp tự vệ có thể chỉ áp dụng với riêng hàng nhập khẩu từ những nước đó mà thôi.
Trong khi biện pháp chống bán phá giá và biện pháp chống trợ cấp được áp dụng đối với những mặt hàng nhập khẩu được coi là cạnh tranh "không đẹp" (vì bán phá giá hoặc vì được trợ cấp), biện pháp tự vệ được áp dụng mà không cần cơ sở hợp lý nào đối với hàng nhập khẩu. Vì vậy, để đền bù thiệt hại cho nước xuất khẩu, nước nhập khẩu có thể thông qua tham vấn giữa hai bên dành cho nước xuất khẩu ưu đãi nhất định trong các lĩnh vực khác. Nếu như không đạt được thỏa thuận thông qua tham vấn, nước xuất khẩu có quyền trả đũa bằng cách áp dụng những biện pháp tương tự đối với hàng hóa của nước nhập khẩu.

## Cơ quan theo dõi
Ủy ban Tự vệ của WTO theo dõi việc thực thi Hiệp định này. Các thành viên WTO phải báo cáo cho ủy ban sau mỗi bước họ tiến hành điều tra áp dụng biện pháp tự vệ cũng như sau khi họ đưa ra quyết định cuối cùng. Ủy ban sẽ tiến hành xem xét những báo cáo đó.